# Ubisoft
Ubisoft (anciennement Ubi Soft Entertainment) est une entreprise française de développement, d'édition et de distribution de jeux vidéo.
Elle est créée en mars 1986 par les cinq frères Guillemot.
Ubisoft est détenteur de nombreuses franchises à succès telles que Rayman, Les Lapins Crétins, Prince of Persia, Assassin's Creed, Far Cry, Watch Dogs, Just Dance, TrackMania et Tom Clancy's.
La société s'est diversifiée en transposant ses franchises de jeux vidéo dans les domaines de la bande dessinée depuis 2009 avec Les Deux Royaumes et du cinéma et de la télévision depuis 2011 avec sa filiale Ubisoft Film & Television.

## Histoire

### Fondation
Dans les années 1980, les cinq frères Guillemot (Claude, Michel, Yves, Gérard et Christian) veulent diversifier les activités de l'entreprise familiale spécialisée dans les produits agricoles. Ils se tournent alors vers des secteurs plus technologiques. Lors d'un voyage en Angleterre, Michel Guillemot découvre que les jeux vidéo y sont moins chers qu'en France, et voit tout le potentiel du marché. Les frères créent Guillemot International, une société spécialisée dans la distribution de jeux vidéo, notamment sur Amstrad et Atari,.
Après avoir achevé ses études de commerce à l'Institut des petites et moyennes entreprises de San Francisco, Yves Guillemot rentre en France en 1986 et fonde Ubisoft avec ses frères à Carentoir, en Bretagne. La société distribue les jeux des grandes sociétés américaines et européennes telles qu'Elite, Electronic Arts, Sierra ou LucasArts. En parallèle de son activité de distribution, Ubisoft se lance dans le développement de ses propres jeux vidéo. En 1986, la société sort son premier jeu, basique, mais novateur, Zombi, sur Amstrad CPC. Les ventes démarrent en France, puis au Royaume-Uni, en Allemagne et aux États-Unis. Avec ce succès commercial, Ubisoft connaît une croissance rapide et enchaîne les titres, comme le jeu médiéval Iron Lord sorti en 1989 et vendu à 100 000 exemplaires. En 1990, Ubi Soft loue un château en Bretagne pour réunir les différents développeurs de jeux avec lesquels ils travaillent.

### Origine du nom
Le nom de la société est composé du préfixe « Ubi », que certains interprètent comme étant l'acronyme d'Union des Bretons indépendants,. La société fait toutefois état d'une racine liée au terme d'ubiquité, collant parfaitement à son catalogue de titres variés. Le suffixe « soft » rappelle le mot « software » signifiant « logiciel » en anglais. Christian Guillemot, l'un des cinq frères cofondateurs d'Ubisoft a déclaré à ce sujet en novembre 2014 : « Il y a beaucoup de Bretons qui aimeraient que Ubi signifie Union des Bretons Indépendants, Union pour une Bretagne indépendante ou intelligente. En réalité, Ubi est un nom inventé par mon frère Gérard parce qu'il trouvait que ça sonnait bien ». En 2012, lors d'une interview, Yves Guillemot dévoile que le terme « ubiquité », qui signifie exister partout à la fois, est choisi, car les quatre frères veulent qu'Ubisoft se développe « dans le monde entier de cette manière-là », sur une proposition de Gérard.

### Les débuts du développement international
La société se réorganise en véritable industrie et ouvre plusieurs studios de développement en France et à l'étranger. En 1992, elle crée son premier véritable studio, Ubisoft Paris, à Montreuil, ainsi que son premier studio à l'étranger, Ubisoft Bucarest, en Roumanie. Elle fonde Ubi Pictures en 1994 (futur Ubisoft Montpellier) puis Ubisoft Annecy en 1996. La même année, elle ouvre son deuxième studio à l'étranger : Ubisoft Shanghai en Chine. En parallèle, de 1991 à 1996, des filiales de distribution sont créées au Royaume-Uni, en Allemagne et aux États-Unis, puis au Japon, en Italie et en Australie.
L'éditeur investit plusieurs millions de francs dans le développement du jeu Rayman, créé par le français Michel Ancel. En 1995, c'est le premier jeu à sortir simultanément en Europe, au Japon et aux États-Unis sur la PlayStation, toute nouvelle console de Sony après être sorti sur la Jaguar d'Atari. Rayman rencontre un succès mondial, se retrouve classé dans les dix premières ventes mondiales, et devient la mascotte de l'éditeur. En dix ans, les différentes versions du jeu se vendent à près de quinze millions d'exemplaires.
Le 1er juillet 1996, Ubisoft Entertainment fait son entrée au Second Marché de la Bourse de Paris avec succès : en un jour, la valeur du titre est multipliée par 252, dégageant 50 millions de francs pour de nouveaux investissements,. Avant l'entrée en bourse, les cinq frères Guillemot possédaient chacun 20 % de la société. Le chiffre d'affaires de l'exercice 1995-1996 était alors de 250 millions de francs.
En 1997, Ubisoft ouvre son premier studio sur le continent américain : Ubisoft Montréal au Québec. Pour attirer l'éditeur, le gouvernement du Québec lui octroie un crédit d'impôts de 50 % sur les salaires. Ubisoft Montréal est devenu depuis le « vaisseau amiral » de la multinationale, c'est-à-dire son plus gros studio de développement. En 1998, la société ouvre trois nouveaux studios : Ubisoft Casablanca au Maroc, Ubisoft Milan en Italie et Ubisoft Barcelona en Espagne. Elle étend également son réseau en ouvrant des filiales de distribution à Hong Kong, aux Pays-Bas et au Danemark.

### Années 2000
En 2000, les actions d'Ubisoft sont transférées sur le Premier marché de la Bourse de Paris. La même année, la société fait l'acquisition du studio américain Red Storm Entertainment, fondé en 1996 par l'écrivain Tom Clancy, pour la somme de 45 millions de dollars. Elle lance également son portail de jeux vidéo en ligne ubi.com. En février 2001, elle achète le studio allemand Blue Byte Software (The Settlers, Battle Isle), puis le mois suivant, la division divertissement de l'américain The Learning Company (Prince of Persia, Myst),. En 2002, elle se dote de filiales en Suisse, en Finlande et en Corée du Sud. Dans les marchés européens, Ubisoft distribue en outre plusieurs licences japonaises comme SoulCalibur, Final Fantasy, Dragon Quest. Sur le marché français à destination des jeunes filles Ubisoft distribue le jeu Jeune Styliste développé par Carré Multimedia.
En 2002, elle sort le jeu Tom Clancy's Splinter Cell qui rencontre un tel succès que les stocks européens sont épuisés en moins de 24 h. Le jeu est récompensé du titre de Jeu d'action et aventure de l'année au salon de l'E3. L'année suivante, elle sort Prince of Persia : Les Sables du temps qui rencontre également le succès avec 1,1 million de jeux vendus en trois mois sans être sorti sur toutes les consoles. Les deux jeux connaitront plusieurs suites.
En septembre 2003, à l'occasion de la vente de son cent millionième jeu, Ubisoft dévoile son nouveau logo et sa nouvelle identité visuelle,.
En décembre 2004, Electronic Arts acquiert 19,9 % du capital d'Ubisoft et en devient actionnaire principal devant les fondateurs du groupe, les frères Guillemot (15 %). La première confrontation entre l'éditeur américain et le français date de l'année précédente lorsqu'il avait tenté de débaucher les cinq principaux créateurs de Splinter Cell. Mais Ubisoft avait obtenu raison devant la justice canadienne, et les quatre créateurs avaient dû attendre un an. La même année, une équipe d'Ubisoft aide à la création de l'équipe féminine Frag Dolls, qui reste active jusqu'en 2015.
De 2004 à 2005, Ubisoft signe des accords de licence avec plusieurs majors hollywoodiennes pour l'adaptation en jeux vidéo de films comme King Kong ou Star Wars. Le 1er juin 2005, un nouveau studio est ouvert dans la ville de Québec, Ubisoft Québec. La société fonde Ubisoft Sofia en Bulgarie en juin 2006, et achète Reflections Interactive (Driver) la même année. En avril 2007, Ubisoft s'offre le studio allemand Sunflowers (Anno) et obtient ainsi 30 % du britannique Related Designs, qu'il finira par racheter en totalité en avril 2013.

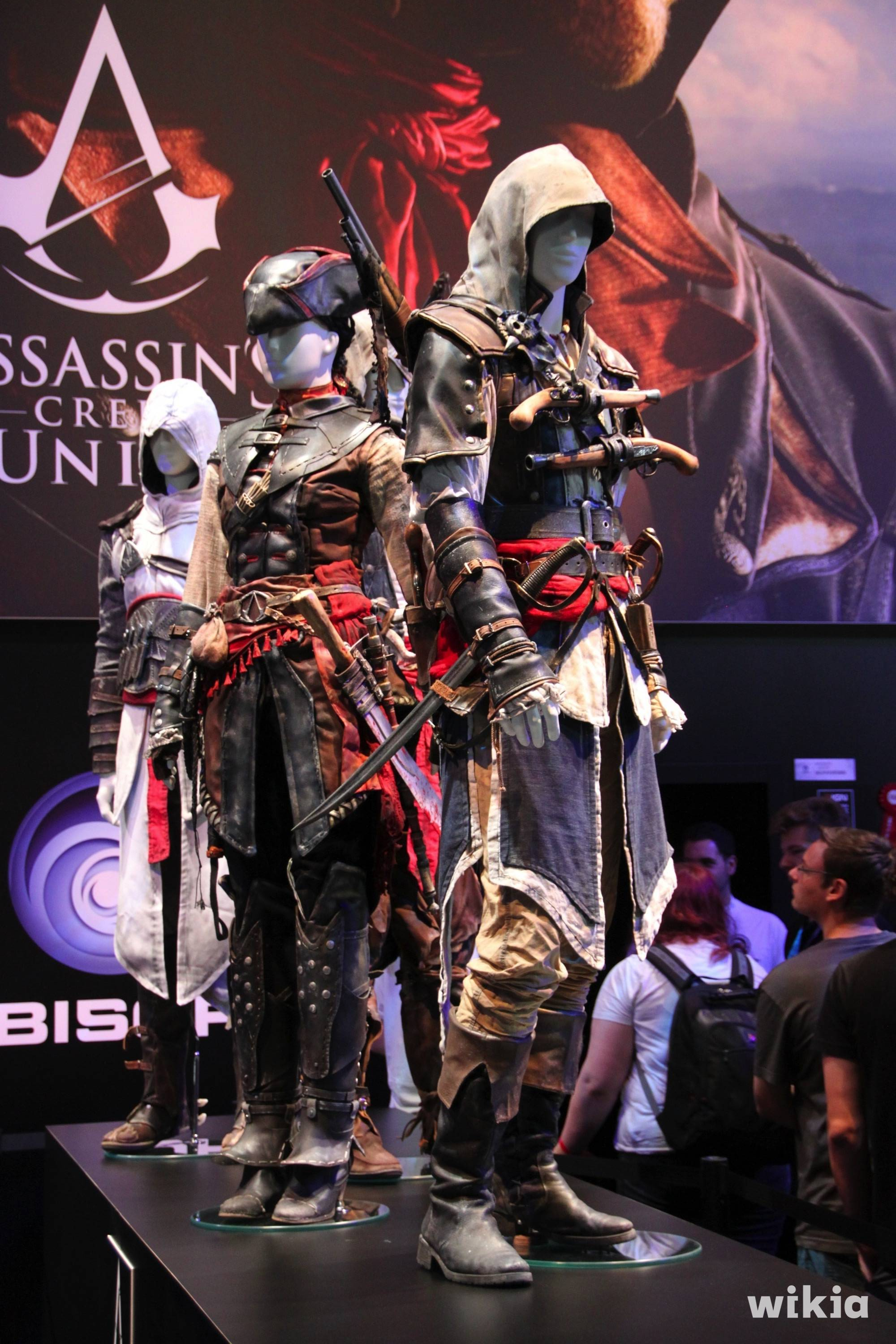
Costumes semblables à ceux visibles dans différents épisodes de la série Assassin's Creed, franchise majeure d'Ubisoft, créée en 2007.

En 2006, les Lapins crétins créés par Michel Ancel font leur apparition dans Rayman contre les lapins crétins. Conçus pour être les gentils ennemis de Rayman, l'engouement du public autour d'eux en fera un véritable phénomène marketing, présents dans des publicités pour diverses marques, et déclinés en jouet, bande dessinée, série télévisée et même en une attraction au Futuroscope, La Machine à voyager dans le temps. En 2007, Ubisoft sort le jeu d'action-aventure Assassin's Creed qui se voit salué par la critique pour son ambition, son audace et son esthétique. Le jeu est également un succès commercial, il se vend à 3 millions d'exemplaires en moins de deux mois et dépasse largement les objectifs de l'éditeur. Le jeu connait de multiples suites et la série Assassin's Creed devient la plus grosse franchise d'Ubisoft,. Cette année-là, Ubisoft devient le 3e éditeur indépendant de jeux vidéo au monde.
En 2008, la société ouvre plusieurs studios à travers le monde : Ubisoft Chengdu en Chine en mars, Ubisoft Kiev en Ukraine en avril, Ubisoft São Paulo au Brésil et Ubisoft Singapour en juillet. Elle fait également l'acquisition du japonais Digital Kids (devenu Ubisoft Nagoya) en janvier, du suédois Massive Entertainment en novembre et reprend un studio indien de Gameloft (devenu Ubisoft Pune) en avril. En juillet de la même année, elle achète Hybride Technologies, un studio canadien spécialisé dans la création d'effets spéciaux numériques pour le cinéma, la télévision et la publicité. En 2009, Ubisoft renforce son implantation sur la côte ouest nord-américaine avec le rachat du studio canadien Action Pants Inc. à Vancouver en février, et l'ouverture d'Ubisoft Toronto au cours de l'année. En octobre de la même année, l'éditeur rachète le studio parisien Nadeo (TrackMania).
En 2009, Ubisoft dévoile Just Dance, un jeu de rythme basé sur la danse. Ce dernier rencontre un franc succès avec 2 millions d'unités vendues en cinq mois, créant une nouvelle franchise qui cumule en 2014 42 millions de jeux vendus,. En juin 2009, l'éditeur annonce la création d'une maison d'édition de bande dessinée, baptisée Les Deux Royaumes, chargée de transposer les franchises de jeux vidéo dans l'univers de la BD, tel qu'Assassin's Creed. Ubisoft s'associe avec les éditions Dargaud, Dupuis et Le Lombard pour la diffusion et le conseil,. La même année, la société lance sa plateforme de services en ligne Uplay où les joueurs peuvent acheter des contenus, obtenir des récompenses et gérer leurs droits.

### Années 2010
En juillet 2010, Electronic Arts revend ses parts dans Ubisoft, alors 14,8 %, pour un montant approximatif de 94,36 millions d'euros,. Après ce départ, la Société générale de financement du Québec prend une participation de 4,5 % dans la société pour un montant estimé à 40 millions de dollars. Ubisoft emploie alors plus de 2 700 personnes au Québec. Au même moment, le fonds d'investissement américain Harbinger Capital Partners acquiert 9 % du capital et devient le second actionnaire derrière la famille Guillemot. En septembre 2011, ayant perdu 48 % de sa valeur boursière depuis le début de l'année, l'entreprise annonce le rachat de 286 000 de ses titres, provoquant une hausse de 3,55 % de la valeur de son action.
En 2011, le groupe annonce la création de sa propre société de production, Ubisoft Motion Pictures, chargée de porter les franchises de jeux vidéo à la télévision et au cinéma. Cela confirme la stratégie de développement transmédia qu'a commencé à mettre en place Ubisoft depuis plusieurs années. Leur première production est la série télévisée d'animation Les Lapins Crétins : Invasion qui est diffusée en 2013 aux États-Unis et en France. En parallèle, le studio travaille sur des projets de films adaptés des franchises Assassin's Creed, Splinter Cell et Watch Dogs.
En décembre 2012, une convention est signée entre Ubisoft et le gouvernement français autour d’un projet de recherche et développement destiné à servir de base pour une prochaine génération de jeu vidéo. Le projet nommé « Mango » mobilisera une soixantaine de personnes réparties entre les studios d'Ubisoft, le Commissariat à l'énergie atomique et aux énergies alternatives, et le Laboratoire d'informatique en image et systèmes d'information du CNRS. Sur un investissement total de quatorze millions, l'aide financière de l'État pourra atteindre jusqu'à 3,5 millions d'euros.
En 2011, le groupe fait l'acquisition du français Owlient (Equideow) en juillet et du finlandais RedLynx (Trials HD) en novembre, et ouvre Ubisoft Abu Dhabi aux Émirats arabes unis, le premier studio au sein d'un pays du Conseil de coopération du Golfe. En octobre 2013, la multinationale achète le britannique Future Games Of London (Hungry Shark), et en octobre 2015, le français Ivory Tower (The Crew) et le canadien Longtail Studios (futur Ubisoft Halifax).
Le 15 octobre 2013, Ubisoft annonce le report de la sortie de deux nouveaux jeux : le jeu d'action-aventure Watch Dogs et le jeu de course The Crew. L'éditeur dégringole alors de plus de 23 % en Bourse, ce report affectant les résultats de l'année 2013. Watch Dogs sort en mai 2014 et rencontre un succès commercial avec quatre millions d'unités vendues en une semaine, devenant selon l'éditeur la franchise de jeu vidéo la plus vendue au monde à son lancement. The Crew sort en décembre de la même année et se vend à deux millions d'exemplaires.
En 2015, elle se définit comme le troisième plus grand éditeur indépendant du monde,, derrière les américains Electronic Arts et Activision Blizzard. Également en 2015, elle est le plus gros éditeur français de jeux vidéo devant Gameloft, une autre société de jeux vidéo créée en 1999 par la famille Guillemot.
Le 14 octobre 2015, le groupe Vivendi dirigé par Vincent Bolloré prend une participation minoritaire non sollicitée de 6,6 % dans Ubisoft en achetant 7,36 millions d'actions pour un montant de 140,3 millions d'euros. En parallèle, il prend une participation de 6,2 % dans la société sœur d'Ubisoft, Gameloft. Le PDG d'Ubisoft, Yves Guillemot, réagit dans un mail interne adressé à ses équipes : il exprime sa volonté de rester indépendant et affirme que le risque est que l'entreprise soit « dirigée par des gens qui ne comprennent pas notre expertise ni ce qu'il faut faire pour avoir du succès dans cette industrie ». Dès la semaine suivante, Vivendi augmente sa participation dans l'éditeur de jeux vidéo à 10,39 % et devient son actionnaire principal. Le groupe parle alors de « convergence opérationnelle » entre les deux entreprises,. Vivendi continue d'augmenter sa participation au fil des mois jusqu'à atteindre plus de 25 % en décembre 2016. De son côté, la famille Guillemot augmente également sa participation à 13,22 % pour essayer de contrer l'arrivée de ce nouvel actionnaire, et ne pas voir Ubisoft rachetée comme sa société sœur en mai 2016 au terme d'une offre publique d'achat hostile.
En novembre 2017, lors de la présentation de ses résultats financiers, Vivendi confirme que sa direction ne désire pas déposer d'offre publique d’achat sur Ubisoft dans les six mois à venir, alors qu'elle en a l'occasion. Le groupe annonce finalement en mars 2018 vendre cette participation, pour deux milliards d'euros, à la société elle-même, et à d'autres actionnaires dont la Famille Guillemot, Tencent et le fonds de pension Ontario Teachers. En mars 2019, Vivendi vend sa participation résiduelle de 5,9 % dans Ubisoft pour 429 millions d'euros.
En mai 2019, Ubisoft annonce un bénéfice net record de cent millions d'euros sur un chiffre d'affaires de 1,8 milliard d'euros pour le compte de son exercice décalé 2018-2019. L'entreprise juge ses revenus « records » mais « conformes » aux prévisions. Ubisoft prévient que ses ventes seront dopées pour l'exercice 2019-2020, avec le lancement de nouveaux jeux à grosses productions comme Ghost Recon Breakpoint,.
Fin 2019, Ubisoft annonce que les résultats ne seront finalement pas si hauts qu'attendus, le groupe ayant pris du retard dans le développement de plusieurs titres majeurs, tout en ayant accumulé des ventes décevantes. Le groupe anticipe désormais un chiffre d'affaires de 1,45 milliard d'euros au lieu des 2,185 milliards d'euros espérés initialement,.

### Années 2020
En mai 2020, Ubisoft annonce porter plainte contre Ejoy, un éditeur de jeux vidéo chinois, pour le plagiat supposé du jeu Rainbow Six Siege. Ubisoft porte également plainte contre Apple et Google, en les accusant de ne pas être intervenus contre la distribution du jeu.
En septembre 2022, l'entreprise chinoise, Tencent a acquis une participation minoritaire dans Guillemot Brothers Limited, la holding familiale qui contrôle Ubisoft. L'acquisition s'élève à 300 millions d'euros (200 millions d'euros d'acquisition de titres et 100 millions d'euros d'augmentation de capital) et donne à Tencent 49,9 % du capital et 5 % des droits de vote.
Après une accélération boursière, liée au contexte économique favorable dans l'industrie vidéoludique lors de la crise du coronavirus de 2020, l'entreprise subit des difficultés. Ces dernières sont liées à des décisions stratégiques qui n'ont pas rencontré le succès espéré (comme les NFT ou le développement de jeux-services), une baisse perçue de qualité dans les productions. En résultent d'importantes pertes. Face à ces difficultés, Ubisoft se lance dans un programme de réduction des coûts, de licenciements avec un retour au présentiel imposé, et annule des projets internes comme la suite de Immortals Fenyx Rising pour se concentrer sur des projets plus rentables. Le choix est fait notamment de se concentrer sur la licence Assassin's Creed, avec une forte accélération du rythme des sorties prévues. Parallèlement à ces difficultés économiques, Ubisoft fait face à une crise sociale avec des grèves et des faits de harcèlement.
À la suite de la forte baisse de 85 % entre février 2021 et septembre 2024 de la valorisation boursière, des rumeurs de rachat par Tencent se font entendre, provoquant une légère remontée de l'action. Face à ces rumeurs, Ubisoft déclare « prendre note des récentes spéculations de la presse concernant des intérêts potentiels autour de la Société [et] examiner régulièrement toutes ses options stratégiques ». Un groupe d'investisseurs minoritaire se plaint de la trajectoire boursière d'Ubisoft et réclame une optimisation des coûts, et le départ de Yves Guillemot en tant que PDG.
En mars 2025, un de ces actionnaires minoritaires, le fonds d'investissement slovaque AJ Investments, appelle à une « manifestation des actionnaires » d'Ubisoft le 28 mai devant son siège à Montreuil pour protester contre « les résultats financiers et l'orientation stratégique insatisfaisants de l'entreprise ».
Le même mois, après une « série noire d’échecs commerciaux », Ubisoft sort Assassin's Creed Shadows, qui bénéficie d'un accueil positif de la critique. Les médias soulignent que l'avenir de la société est étroitement liée aux résultats commerciaux de ce jeu,. Pour la promotion du jeu, l'entreprise réalise un partenariat avec la chaîne Youtube Lofi Girl.
Le 27 mars 2025, Ubisoft crée une nouvelle filiale avec Tencent, dans laquelle sont transférées ses trois franchises les plus rentables (Assassin's Creed, Far Cry et Rainbow Six) ainsi que les studios les développant (Ubisoft Montréal, Québec, Sherbrooke, Saguenay, Barcelone et Sofia). Elle est alors valorisée à 4 milliards d'euros environ, dont 1,16 milliard investis par Tencent (soit 25% du capital), et son siège est situé à Paris. Cette décision permet en fait à la filiale d'opérer avec un effectif réduit et sans dette (contre plus de 18 000 salariés et une dette de 2,5 milliards d'euros pour le groupe Ubisoft),,,.
En mai 2025, Ubisoft crée un comité de transformation, censé « guider l'évolution [de l'entreprise] au cours des 100 prochains jours », afin d'« assurer [son] succès à long terme ». Ce comité de dix membres inclut notamment Charlie Guillemot, le fils d'Yves Guillemot, et Marie-Sophie de Waubert, la directrice générale des studios Ubisoft. Cette décision est critiquée par certains employés, qui estiment que la majorité des membres du comité sont responsables de l'état actuel d'Ubisoft,.

## Identité visuelle (logo)

Logo utilisé du 28 mars 1986 à 1989.
Logo utilisé de 1989 à novembre 1994, la couleur de fond et du texte varie en fonction des jeux.
Logo utilisé de novembre 1994 au 8 septembre 2003.
Logo utilisé du 9 septembre 2003 au 30 mai 2017.
Logo actuel, utilisé depuis le 31 mai 2017.

## Organisation de la société

### Gouvernance et effectif
Conseil d'administration
- Administrateur, Président, Directeur général : Yves Guillemot (depuis 1986)
- Administrateur, Directeur général délégué, Opérations : Claude Guillemot (depuis 1986)
- Administrateur, Directeur général délégué, Développement stratégique et financier : Michel Guillemot (depuis 1986)
- Administrateur, Directeur général délégué, Édition : Gérard Guillemot (depuis le 1986)
- Administrateur, Directeur général délégué, Administratif : Christian Guillemot (depuis le 1986)
- Administrateur salarié, Directeur Technologie au siège du Groupe, Membre du comité RSE : Lionnel Bouchet (depuis 1996)
- Administrateur référent, Membre du Comité d’audit : Didier Crespel (depuis 2013)
- Administratrice indépendante : Belén Essioux-Trujillo (depuis 2021)
- Administratrice indépendante, Présidente du Comité RSE, Membre du Comité des nominations, des rémunérations et de la gouvernance : Corinne Fernandez-Handelsman
- Administratrice indépendante, Présidente du Comité des nominations, des rémunérations et de la gouvernance, Membre du Comité d’audit : Laurence Hubert-Moy (depuis 2013)
- Administratrice indépendante, Présidente du Comité d’audit : Florence Naviner (depuis 2018)
- Administrateur représentant les salariés actionnaires : John Parkes (depuis 2010)
- Administratrice représentant les salariés : Anne Wübbenhorst (depuis 2014)
- Administratrice indépendante : Claude France

Comités
Comité d’audit
- Florence Naviner, présidente
- Didier Crespel, membre
- Laurence Hubert-Moy, membre

Comité des nominations, des rémunérations et de la gouvernance
- Laurence Hubert-Moy, présidente
- Corinne Fernandez-Handelsman, membre

Comité responsabilité sociale, environnementale et sociétale
- Corinne Fernandez-Handelsman, présidente
- Lionel Bouchet, membre
- Gérard Guillemot, membre

Effectif
En 2025, Ubisoft emploie environ 17.000 salariés sur 5 continents.

### Sièges et filiales de distribution
Les bureaux parisien d'Ubisoft sont situés à Paris, Montreuil et plus récemment Saint-Mandé à proximité du Bois de Vincennes dans un bâtiment de 25000m² baptisé le Floresco développé par le groupe hôtelier et foncier Euroéquipements du milliardaire Olivier Pelat. Le Floresco accueil le siège d'Ubisoft Monde, Ubisoft Sud Europe, Ubisoft Films et télévision Paris et Ubisoft Mobile. Le siège social de la société Ubisoft Entertainment est situé à Carentoir.
San Francisco (États-Unis) accueille le siège de la région Amérique du Nord, Centrale et du Sud (NCSA) depuis 1996. La structure compte 350 collaborateurs travaillant dans les domaines du marketing, de la vente, de la communication, de la création, de la finance.
Le groupe possède une vingtaine de filiales de distribution à travers le monde :
- Europe : Ubisoft Allemagne à Düsseldorf[123], Ubisoft Autriche à Vienne[124], Ubisoft Belgique à Anvers[125], Ubisoft Espagne à Madrid[126], Ubisoft France à Montreuil[127], Ubisoft Italie à Buccinasco (depuis 1995)[128], Ubisoft Pays-Bas à De Meern[129], Ubisoft Pologne à Varsovie[130], Ubisoft Royaume-Uni à Guildford[131], Ubisoft Russie à Moscou (depuis 2014)[132], Ubisoft Scandinavie à Copenhague (depuis 1998)[133], et Ubisoft Suisse à Lausanne[134].
- Amérique : Ubisoft Canada à Montréal pour la région du Canada et de l'Amérique latine en collaboration avec Ubisoft San Francisco[135], Ubisoft Mexique à Mexico (depuis 2006) pour la région du Mexique et de l'Amérique centrale[136], et Ubisoft Brésil à São Paulo (depuis 1999) pour la région d'Amérique du Sud[137].
- Asie-Pacifique : Ubisoft Japan à Tokyo (depuis 1994)[138], Ubisoft Corée du Sud à Séoul[139], Ubisoft Hong Kong à Hong Kong pour la région d'Asie du Sud-Est[140], et Ubisoft Australie à Sydney pour la région d'Australie et de Nouvelle-Zélande[141].

### Jeux vidéo
En 2018, Ubisoft possédait 45 studios de développement de jeux vidéo dans 30 pays.
Ubisoft investit aussi dans des entreprises d'infrastructures, notamment avec le rachat de l'entreprise i3D.net, dans le top 10 des entreprises fournissant des serveurs à l'industrie du jeu vidéo.

#### Studios actuels
| Nom                      | Situation             | Pays                | Création | Acquisition | Réf.    |
| ------------------------ | --------------------- | ------------------- | -------- | ----------- | ------- |
| 1492 Studio              | Vailhauquès           | France              | 2014     | 2018        | [ 144 ] |
| Blue Mammoth Games       | Atlanta               | États-Unis          | 2009     | 2018        | [ 145 ] |
| Future Games Of London   | Londres               | Royaume-Uni         | 2009     | 2013        | [ 146 ] |
| Green Panda Games        | Paris                 | France              | 2013     | 2019        | [ 147 ] |
| Hybride Technologies     | Piedmont              | Canada              | 1991     | 2008        | [ 148 ] |
| i3D.net                  | Rotterdam             | Pays-Bas            | 2002     | 2019        | [ 149 ] |
| Ivory Tower              | Villeurbanne          | France              | 2007     | 2015        | [ 150 ] |
| Ketchapp                 | Paris                 | France              | 2014     | 2016        | [ 151 ] |
| Kolibri Games            | Berlin                | Allemagne           | 2016     | 2020        | [ 152 ] |
| Massive Entertainment    | Malmö                 | Suède               | 1997     | 2008        | [ 153 ] |
| Nadeo                    | Paris                 | France              | 2000     | 2009        | [ 154 ] |
| Owlient                  | Paris                 | France              | 2005     | 2011        | [ 155 ] |
| Quazal Technologies      | Montréal              | Canada              | 1998     | 2010        | [ 156 ] |
| Red Storm Entertainment  | Morrisville           | États-Unis          | 1996     | 2000        | [ 157 ] |
| RedLynx                  | Helsinki              | Finlande            | 2000     | 2011        | [ 158 ] |
| Ubisoft Abu Dhabi        | Abu Dhabi             | Émirats arabes unis | 2011     | NC          | [ 159 ] |
| Ubisoft Annecy           | Annecy                | France              | 1996     | NC          | [ 160 ] |
| Ubisoft Barcelona        | Sant Cugat del Vallès | Espagne             | 1998     | NC          | [ 161 ] |
| Ubisoft Barcelona Mobile | Barcelone             | Espagne             | 2002     | 2013        | [ 162 ] |
| Ubisoft Belgrade         | Belgrade              | Serbie              | 2016     | NC          | [ 163 ] |
| Ubisoft Berlin           | Berlin                | Allemagne           | 2018     | NC          | [ 164 ] |
| Ubisoft Bordeaux         | Bordeaux              | France              | 2017     | NC          | [ 165 ] |
| Ubisoft Bucarest         | Bucarest              | Roumanie            | 1992     | NC          | [ 166 ] |
| Ubisoft Chengdu          | Chengdu               | Chine               | 2008     | NC          | [ 167 ] |
| Ubisoft Digital Arts     | Montréal, Canada      | Canada              | 2007     | NC          | [ 168 ] |
| Ubisoft Düsseldorf       | Düsseldorf            | Allemagne           | 1988     | 2001        | [ 169 ] |
| Ubisoft Da Nang          | Da Nang               | Vietnam             | 2019     | NC          | [ 170 ] |
| Ubisoft Halifax          | Halifax               | Canada              | 2003     | 2015        | [ 171 ] |
| Ubisoft Japan            | Tokyo                 | Japon               | 1994     | NC          | [ 172 ] |
| Ubisoft Kyiv             | Kiev                  | Ukraine             | 2008     | NC          | [ 150 ] |
| Ubisoft Mainz            | Mayence               | Allemagne           | 1988     | 2001        | [ 169 ] |
| Ubisoft Milan            | Milan                 | Italie              | 1998     | NC          | [ 150 ] |
| Ubisoft Montpellier      | Castelnau-le-Lez      | France              | 1994     | NC          | [ 150 ] |
| Ubisoft Montréal         | Montréal              | Canada              | 1997     | NC          | [ 150 ] |
| Ubisoft Mumbai           | Mumbai                | Inde                | 2018     | NC          | [ 173 ] |
| Ubisoft Odesa            | Odessa                | Ukraine             | 2018     | NC          | [ 173 ] |
| Ubisoft Osaka            | Osaka                 | Japon               | 1996     | 2008        | [ 150 ] |
| Ubisoft Paris            | Montreuil             | France              | 1992     | NC          | [ 150 ] |
| Ubisoft Paris Mobile     | Montreuil             | France              | 2013     | NC          | [ 150 ] |
| Ubisoft Philippines      | Santa Rosa            | Philippines         | 2016     | NC          | [ 150 ] |
| Ubisoft Pune             | Pune                  | Inde                | 2000     | 2008        | [ 150 ] |
| Ubisoft Québec           | Québec                | Canada              | 2005     | NC          | [ 150 ] |
| Ubisoft Reflections      | Newcastle             | Royaume-Uni         | 1984     | 2006        | [ 150 ] |
| Ubisoft Saguenay         | Chicoutimi            | Canada              | 2018     | NC          | [ 174 ] |
| Ubisoft San Francisco    | San Francisco         | États-Unis          | 2009     | NC          | [ 150 ] |
| Ubisoft Shanghai         | Shanghai              | Chine               | 1996     | NC          | [ 150 ] |
| Ubisoft Sherbrooke       | Sherbrooke            | Canada              | 2022     | NC          | [ 175 ] |
| Ubisoft Singapour        | Singapour             | Singapour           | 2008     | NC          | [ 150 ] |
| Ubisoft SA               | Madrid                | Espagne             | 2002     | NC          | [ 176 ] |
| Ubisoft Sofia            | Sofia                 | Bulgarie            | 2006     | NC          | [ 150 ] |
| Ubisoft Stockholm        | Stockholm             | Suède               | 2017     | NC          | [ 177 ] |
| Ubisoft Toronto          | Toronto               | Canada              | 2009     | NC          | [ 150 ] |
| Ubisoft Winnipeg         | Winnipeg              | Canada              | 2018     | NC          | [ 178 ] |

#### Anciens studios
| Nom                    | Localisation            | Création | Acquisition | Fermeture | Réf.    |
| ---------------------- | ----------------------- | -------- | ----------- | --------- | ------- |
| Game Studios           | Los Angeles, États-Unis | 2001     | 2001        | 2001      | ,       |
| Microïds Canada        | Montréal, Canada        | 1998     | 2005        | 2005      | [ 182 ] |
| Related Designs        | Mayence, Allemagne      | 1995     | 2013        | 2014      | ,       |
| Sinister Games         | Chapel Hill, États-Unis | 1997     | 2000        | 2003      | ,       |
| Southlogic Studios     | Porto Alegre, Brésil    | 1996     | 2009        | 2009      | [ 188 ] |
| Sunflowers Interactive | Heusenstamm, Allemagne  | 1993     | 2007        | 2007      | [ 189 ] |
| THQ Montréal           | Montréal, Canada        | 2010     | 2013        | 2013      | ,       |
| Tiwak                  | Montpellier, France     | 2000     | 2003        | 2011      | ,       |
| Ubi Studios            | Oxford, Angleterre      | NC       | 2000        | NC        | ,       |
| Ubisoft Casablanca     | Casablanca, Maroc       | 1998     | NC          | 2016      | [ 197 ] |
| Ubisoft Leamington     | Leamington, Royaume-Uni | 2002     | 2017        | 2025      |         |
| Ubisoft Sao Paulo      | São Paulo, Brésil       | 2008     | NC          | 2010      | ,       |
| Ubisoft Vancouver      | Vancouver, Canada       | 2006     | 2009        | 2012      | ,       |
| Ubisoft Zurich         | Thalwil, Suisse         | 2011     | NC          | 2013      | ,       |
| Wolfpack Studios       | Round Rock, États-Unis  | 1999     | 2004        | 2006      | ,       |

### Bande dessinée
En 2009, Ubisoft fonde sa propre maison d'édition de bande dessinée nommée Les Deux Royaumes, en référence au titre d'un jeu vidéo Prince of Persia. Elle est chargée de transposer les franchises de jeux vidéo dans l'univers de la bande dessinée, tel que la série de BD Assassin's Creed. Ubisoft s'associe avec les éditions Dargaud, Dupuis et Le Lombard pour la diffusion et le conseil,,.
La première bande dessinée, Assassin's Creed : 1.Desmond, sort le 13 novembre 2009. Le scénario est confié à Éric Corbeyran et le dessin à Djillali Defali,. La maison d'édition a publié les collections Assassin's Creed, The Lapins crétins, Might & Magic Heroes et Watch Dogs.

### Cinéma et télévision
En 2011, Ubisoft crée sa propre société de production nommée Ubisoft Motion Pictures. Elle est chargée de porter les franchises de jeux vidéo à la télévision et au cinéma. L'éditeur avait déjà fait un pas dans le domaine audiovisuel en faisant l'acquisition, en juillet 2008, d'Hybride Technologies, un studio spécialisé dans la création d'effets visuels pour le cinéma, la télévision et la publicité.
La première production de la nouvelle structure est la série télévisée d'animation Les Lapins Crétins : Invasion qui est diffusée en 2013 aux États-Unis et en France. Le premier film produit est Assassin's Creed réalisé par Justin Kurzel avec Michael Fassbender et Marion Cotillard dont la sortie a eu lieu le 21 décembre 2016.
Également, en 2020, Ubisoft lance une webTV nommée gTV.

### Parc d'attractions et d'amusement
En décembre 2013, une nouvelle attraction ouvre ses portes au Futuroscope (Poitiers, France), une attraction sur l'univers de Lapins crétins. Celle-ci est co-créée par Ubisoft Motion Pictures.
Ubisoft a ouvert, en août 2016, un parc d’attractions au Québec à Montréal autour du thème des Lapins crétins. Ce parc s'étend sur une surface de 1 400 m2.
L'entreprise souhaite également ouvrir un parc d'attractions basé sur ses licences les plus connues, à Kuala Lumpur, pour 2020.
Ubisoft développe plusieurs escape-game en nouant des partenariats avec 300 lieux spécialisés. Ubisoft Blue Byte a donc créé trois escape-game en réalité virtuelle basés sur les licences Assassin's Creed (Beyond Medusa's Gate et Escape the Lost Pyramide) et Prince of Persia (Dagger of Time).

## Liste des jeux

### Principales franchises
Ubisoft possède dans son catalogue plusieurs grandes franchises : certaines ont été créées par l'éditeur lui-même et d'autres ont été acquises par l'achat de studios de développement.
- 1986 : Chessmaster (5 millions)[220]
- 1986 : Might and Magic
  - 1995 : Heroes of Might and Magic
- 1989 : Prince of Persia (20 millions)[221]
- 1991 : Battle Isle
- 1993 : Myst (11 millions)[222]
- 1993 : The Settlers (10 millions)[221]
- 1995 : Petz (25 millions)[221]
- 1995 : Rayman (29 millions)[223] (création originale)
- 1996 : Silent Hunter
- 1998 : Anno (9 millions)[224]
- 1998 : Tom Clancy's
  - 1998 : Rainbow Six (32 millions)[223]
  - 2001 : Tom Clancy's Ghost Recon (30 millions)[225]
  - 2002 : Splinter Cell (32 millions)[223]
  - 2009 : H.A.W.X (2 millions)[226]
  - 2016 : The Division (20 millions)[227]
- 1999 : Driver (20 millions)[221]
- 2000 : Alexandra Ledermann
- 2000 : Trials (4 millions)[228]
- 2003 : Beyond Good and Evil (1 million)[229] (création originale)
- 2003 : Les Experts
- 2003 : TrackMania
- 2004 : Far Cry (50 millions)[230]
- 2004 : Asphalt (10 millions)[231]
- 2005 : Brothers in Arms (7 millions)[226] (création originale)
- 2006 : Call of Juarez
- 2006 : Lapins crétins (20 millions)[230] (création originale)
  - 2017 : Mario + The Lapins Crétins (10 millions)[232]
- 2006 : Red Steel (2 millions)[226] (création originale)
- 2007 : Léa Passion (21 millions)[221] (création originale)
- 2007 : Assassin's Creed (200 millions)[233] (création originale)
- 2007 : Mon coach (création originale)
- 2009 : Just Dance (80 millions)[234] (création originale)
- 2009 : Your Shape (3 millions)[221] (création originale)
- 2010 : Hungry Shark Evolution (création originale)
- 2011 : Rocksmith (création originale)
- 2014 : Child of Light (création originale)
- 2014 : Watch Dogs (36 millions)[230] (création originale)
- 2014 : Soldats inconnus (création originale)
- 2014 : The Crew (2 millions)[235] (création originale)
- 2015 : Grow Home (2 millions)[236] (création originale)
- 2017 : Brawlhalla
- 2017 : For Honor (création originale)
- 2020 : Immortals Fenyx Rising (création originale)

Note : entre parenthèses figurent les chiffres de vente des franchises, mais ils peuvent aussi bien indiquer le nombre de jeux vendus aux consommateurs que le nombre d'unités fournies aux distributeurs.

## Controverses

### Ubi Free
De décembre 1998 à mars 1999, des employés d'Ubisoft protestent anonymement contre les méthodes d'administration de l'entreprise en lançant sur internet Ubi Free, le « premier syndicat virtuel ». Suscitant de nombreux articles dans la presse française, Ubi Free fustigeait dans ses articles et ses chroniques signées « Albert » le management des dirigeants d'Ubisoft et dénonçait une communication interne « infantilisante », des contrats de travail « précaires », le non-paiement du temps de travail supplémentaire, l'inégalité salariale entre hommes et femmes, et surtout l'absence de structures permettant le dialogue social au sein du groupe. Une tribune y publiait des réactions et commentaires de salariés, ex-salariés ou simples internautes.
La direction d'Ubisoft a réagi en organisant des « réunions de dialogue » avec le personnel, en annonçant l'organisation d'élections de délégués du personnel et en mettant en place les 35 heures. En mars 1999, les créateurs d'Ubi Free ont gelé le site, estimant avoir rempli leur mission qui était « une prise de parole, pas une prise de pouvoir ». Sorti de l'anonymat, Jérémie Lefebvre, l'un des créateurs de Ubi Free, a ensuite publié un roman inspiré de cette expérience.

### Enquête et condamnations sur des faits de harcèlement et d'agressions sexuelles
Le texte peut changer fréquemment, n’est peut-être pas à jour et peut manquer de recul. 
Le titre et la description de l'acte concerné reposent sur la qualification juridique retenue lors de la rédaction de l'article et peuvent évoluer en même temps que celle-ci.
En 2020, une enquête de Libération révèle de multiples faits de harcèlement et d'agressions sexuelles au sein de l'entreprise, connus et couverts par le service des ressources humaines.
L'enquête permet une libération de la parole, de nombreuses femmes se mettent à porter plainte et à témoigner sur les réseaux sociaux. La plateforme de jeux vidéo a ouvert des enquêtes internes. Le directeur de la création de l'entreprise, Serge Hascoët, est notamment mis en cause par le journal. Le 26 juin 2020, deux vice-présidents, Maxime Béland et Tommy François sont mis à pied. Le 11 juillet 2020, Serge Hascoët démissionne ainsi que la responsable aux ressources humaines Cécile Cornet et le PDG des studios canadiens du groupe Yannis Mallat,. Le 3 août 2020, un mail envoyé aux employés par le PDG lui-même annonce le départ définitif et immédiat de Tommy François, le vice-président chargé des services créatifs du département éditorial.
Le 14 août 2020, un autre directeur de la création, Ashraf Ismail, est licencié à la suite d'une enquête interne. Il est accusé par une salariée d'avoir menti au sujet de sa situation maritale et d'avoir abusé de sa position hiérarchique afin d'obtenir des relations extra-conjugales. Alors qu'il avait pris du recul depuis fin juin et l'ouverture de l'enquête, Ashraf Ismail s'est déclaré sur Twitter « profondément désolé pour tous ceux qui ont été blessés ». Yves Guillemot, le PDG d'Ubisoft, a reconnu « qu'Ubisoft n'a pas été en mesure de garantir à ses collaborateurs un environnement de travail sûr et inclusif [...]. Ce n'est pas acceptable. Tout comportement toxique est en opposition totale avec les valeurs avec lesquelles je n'ai jamais transigé et avec lesquelles je ne transigerai pas. »
En septembre 2020, Michel Ancel, directeur de la création historique de l'entreprise démissionne « sur fond d'enquête interne ». Dans une enquête, Erwan Cario et Marius Chapuis pour Libération évoquent « un directeur de la création aux méthodes toxiques ».
En octobre 2024, Ubisoft annonce le retour de Michel Ancel comme consultant sur un nouveau projet de Rayman, ce qui suscite la controverse.
En juin 2025, Thomas François est reconnu coupable par le tribunal correctionnel de Bobigny de harcèlement moral, sexuel et d’une tentative d’agression sexuelle et est condamné à trois ans de prison avec sursis et 30 000 euros d’amende. Serge Hascoët, accusé de comportements libidineux, de commentaires racistes et de questions intrusives de nature sexuelle est condamné à 18 mois de prison avec sursis et à 45 000 euros d’amende. Guillaume Patrux, l’ancien « game director » est condamné à 12 mois de prison avec sursis et 10 000 euros d’amende pour harcèlement moral,,,.

### Grèves de 2023, 2024 et 2025
Dans le contexte des mauvais résultats de l'entreprise et des accusations de harcèlement sexuelles de membres de la direction des mouvements de grève réguliers vont avoir lieu sur des revendications variées portées notamment par le Syndicat des travailleurs et travailleuses du jeu vidéo, Solidaires Informatique et la branche informatique de la CFE CGC (FIECI).
Le 27 janvier 2023, un mouvement de grève a lieu pour dénoncer les pratiques managériales de l'entreprise. Le 14 février 2024, entre 400 et 500 salariés de l'entreprise font grève pour réclamer des « salaires dignes ».
Du 15 au 17 octobre 2024, partout en France, les syndicats appellent à la grève pour lutter contre la limitation du télétravail que la direction veut imposer. Les syndicats dénonce un « plan social déguisé » puisque certains salariés ont emménagé loin de leurs bureaux grâce au télétravail et n'ont aujourd'hui plus de possibilité d'y retourner. Avec plus de 700 grévistes, un représentant syndical avance qu'il s'agirait de la plus grosse grève de l’histoire du jeu vidéo.
Les employés d'Ubisoft Milan se joignent au mouvement le 18 octobre 2024. Le 25 novembre, la CGT espagnole annonce porter plainte contre Ubisoft au nom des salariés d'Ubisoft Barcelona à cause de négociations sociales bloquées.
Le 13 février 2025 les salariés d'Ubisoft sont appelés à faire grève dans le cadre d'un appel national à la grève dans le secteur du jeu vidéo par le STJV,.

### Accusation de violation de la RGPD
En avril 2025, l'association Noyb porte plainte contre Ubisoft pour collecte illégale de données en violation de la Règlement général sur la protection des données.

## Données économiques

### Données financières
| Année fiscale | Chiffre d'affaires | Résultat net | Capitaux propres |
| ------------- | ------------------ | ------------ | ---------------- |
| 1998          | 132 582 000        | 6 256 000    | 27 544 000       |
| 1999          | 186 527 000        | 10 946 000   | 282 752 000      |
| 2000          | 259 815 000        | 3 651 000    | 293 234 000      |
| 2001          | 368 961 000        | 7 953 000    | 309 055 000      |
| 2002          | 452 952 000        | 4 854 000    | 304 829 000      |
| 2003          | 508 444 000        | - 9 023 000  | 293 650 000      |
| 2004          | 538 048 000        | 20 022 000   | 319 139 000      |
| 2005          | 547 070 000        | 11 932 000   | 381 258 000      |
| 2006          | 680 348 000        | 40 558 000   | 521 819 000      |
| 2007          | 928 307 000        | 109 844 000  | 634 151 000      |
| 2008          | 1 057 926 000      | 68 848 000   | 751 756 000      |
| 2009          | 870 954 000        | - 43 672 000 | 761 472 000      |
| 2010          | 1 038 826 000      | - 52 120 000 | 713 995 000      |
| 2011          | 1 061 296 000      | 37 321 000   | 762 707 000      |
| 2012          | 1 256 164 000      | 64 831 000   | 838 227 000      |
| 2013          | 1 007 064 000      | - 65 525 000 | 810 048 000      |
| 2014          | 1 463 753 000      | 87 011 000   | 979 382 000      |
| 2015          | 1 393 997 000      | 93 408 000   | 1 018 510 000    |
| 2016          | 1 459 874 000      | 107 813 000  | 1 133 816 000    |
| 2017          | 1 731 894 000      | 139 452 000  | 889 330 000      |
| 2018          | 1 845 522 000      | 99 985 000   | 920 018 000      |
| 2019          | 1 594 831 000      | −124 242 000 | 1 321 743 000    |
| 2020          | 2 223 800 000      | 105 200 000  | 1 665 000 000    |
| 2021          | 2 125 200 000      | 79 500 000   | 1 809 000 000    |
| 2022          | 1 814 300 000      | −494 700 000 | 1 482 600 000    |
| 2023          | 2 300 900 000      | 157 900 000  | 1 879 300 000    |

### Données boursières
(novembre 2023).
Données boursières à jour au 9 octobre 2024 :
- Nombre de titres : 130 699 244
- Capitalisation boursière : 1 706 280 000 €
- Secteur d'activité : Développement, édition et distribution de jeux vidéo
- Indice principal : SBF 120
- Autres Indices : CAC All-Share, CAC All-Tradable, CAC Mid 60, CAC Mid & Small, Next 150
- Marché : Compartiment A
- Place de cotation : Euronext Paris
- Éligibilité SRD : Oui
- Éligibilité PEA : Oui
- Éligibilité PEA-PME : Non
- Code Valeur ISIN = FR0000054470
- Valeur nominale = Euro

## Actionnaires
Liste des principaux actionnaires au 9 octobre 2024 :
| Famille Guillemot                                    | 13,91% |
| Tencent Holdings Ltd                                 | 9,74%  |
| The Capital Group Companies                          | 5,30%  |
| T. Rowe Price                                        | 5,03%  |
| Ubisoft Entertainment SA ESOP (Actionnariat salarié) | 3,49%  |
| AllianceBernstein (en)                               | 0,57%  |
| Yves Guillemot                                       | 0,55%  |
| Waystone Management                                  | 0,31%  |
| Generali                                             | 0,26%  |
| Spuerkeess Asset Management                          | 0,21%  |